# Цвиккау
Цвиккау (нем. Zwickau, в.-луж. Šwikawa, н.-луж. Šwikawa) — город земельного подчинения на востоке Германии в земле Саксония.
В городе родился известный немецкий композитор и пианист Роберт Шуман. Раньше в Цвиккау производили автомобиль Трабант, сейчас есть промышленный комплекс фирмы Volkswagen.

## Население
Численность населения района по оценке на 31 декабря 2013 года составляет 91 564 человека. По данным на 31 декабря 2011 года (с учётом итогов переписи 2011 года) — 92 826 жителей (причём ранее на ту же дату оценивалась в 93 123 жителя). По данным на 31 декабря 2000 года в городе жило 103 008 человек, на 1990 год — 114 632 человек, на 1970 год — 126 988 человек.

## Экономика
В городе расположен завод компании Volkswagen по выпуску электромобилей, прямо на который работают 10 тыс. человек, а на его поставщиков — ещё 10 тыс.

## Города-побратимы
- Яблонец-над-Нисой, Чехия
- Занстад, Нидерланды
- Дортмунд, Германия
- Владимир, Украина

## Галерея
- Панорама города

- Главный рынок
- Дома священников (XIII век)
- Художественная галерея на площади Домхоф
- Театр Гевандхаус
- Дюннебир-хаус (XV век)
- Замок Остерштайн
- Городская ратуша
- Городской собор — церковь св. Марии
- Церковь Св. Екатерины
- Бывший газгольдер (Газометр)
- Johannisbad
- Лебяжий пруд
- Трубный мост
- Колонна
- Городской бассейн